# Harpham
Harpham är en ort och civil parish i Storbritannien.   Den ligger i kommunen East Riding of Yorkshire och riksdelen England, i den sydöstra delen av landet, 280 km norr om huvudstaden London. Harpham ligger 11 meter över havet och antalet invånare är 303.
Terrängen runt Harpham är platt. Runt Harpham är det ganska tätbefolkat, med 139 invånare per kvadratkilometer. Närmaste större samhälle är Bridlington, 10,1 km nordost om Harpham. Trakten runt Harpham består till största delen av jordbruksmark.